# Ferrovia Castelraimondo-Camerino
La ferrovia Castelraimondo-Camerino, attiva fra il 1906 e il 1930, in seguito ricostruita e in servizio fra il 1935 e il 1956, è stata una linea ferroviaria italiana di interesse regionale, posta nel territorio della regione Marche.
Rappresentò un impianto assai caratteristico per la tipologia costruttiva adottata: si trattava infatti di una linea con caratteristiche prettamente tranviarie, anche nei rotabili utilizzati, ma di cui venne classificata come tranvia unicamente la tratta terminale all'interno dell'abitato di Camerino. Fra le peculiarità dell'impianto, sia la stazione di Camerino San Domenico, con annesso deposito-officina, sia la rimessa di piazza Cavour erano ricavati all'interno di edifici religiosi.

## Storia

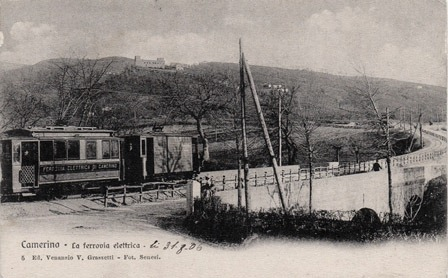
Cartolina d'epoca della linea

La costruzione della ferrovia venne decisa dopo una serie di progetti approntati. Il 12 agosto 1894 l'ingegner Ferretti presentò al Consiglio comunale di Camerino un progetto di costruzione di una ferrovia a vapore che, partendo da Castelraimondo, si sarebbe arrestata ai piedi della collina su cui sorge Camerino, che sarebbe stata raggiunta per mezzo di una funicolare. Il punto di arrivo di questa sarebbe stato posto nei pressi della ex chiesa di San Domenico. Lo scopo era quello di rompere l'isolamento della città di Camerino, sede dell'Università. Tale progetto venne accantonato perché ritenuto macchinoso e si optò per una ferrovia a scartamento metrico, con trazione elettrica a corrente continua.
Il consiglio comunale di Camerino approvò in seguito, con seduta del 16 luglio 1898, un progetto redatto dall'ingegner Giovanni Battista Salvi, responsabile dell'ufficio tecnico, elaborato sulla base di un precedente studio dell'ingegner Carlo Pugni di Milano e relativo alla costruzione di una ferrovia a scartamento metrico per il collegamento di Camerino con la stazione ferroviaria di Castelraimondo. Il progetto, previe alcune modifiche minori, venne approvato e fatto oggetto di contributo da parte della provincia di Macerata il 9 ottobre 1899.
Il 5 aprile 1902 si costituì dunque la Società Anonima per Ferrovie e Imprese Elettriche di Camerino, la quale iniziò i lavori di realizzazione dell'opera e richiese al Comune il subentro nella concessione per la costruzione e l'esercizio della stessa. La relativa convenzione venne firmata il 5 dicembre dello stesso anno. La linea fu inaugurata l'11 aprile 1906.

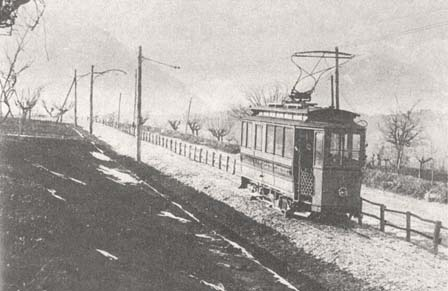
Elettromotrice "Nobili" a Fornacette nel 1906

Con il regio decreto n. 1110 del 22 aprile 1923 la concessione della linea fu affidata alla Società Ferrovie Marchigiane (SFM), realtà appositamente costituita quale ramo d'azienda del precedente gestore.
La sera del 27 novembre 1930 avvenne un grave incidente: presso villa San Paolo un'elettromotrice deragliò, causando la morte del bigliettaio e provocando, anche in conseguenza dello stato dell'armamento e di precedenti inconvenienti riscontrati, la sospensione del servizio ferroviario. La ferrovia rimase chiusa per cinque anni, durante i quali l'intera infrastruttura venne rinnovata ed in parte rettificata, e furono acquistati nuovi rotabili. L'esercizio riprese l'8 settembre 1935.
Passata la seconda guerra mondiale, le mutate condizioni economiche e la crescente concorrenza delle autolinee portarono, in un clima generale non favorevole agli impianti fissi, alla soppressione del servizio, avvenuta il giorno 8 aprile 1956.

## Caratteristiche
La linea, a binario unico a scartamento metrico, era lunga complessivamente 11,562 km ed alimentata alla tensione continua di 600 V, soluzione standard per le tranvie dell'epoca.
| Unknown route-map component "STR+l" | Unknown route-map component "CONTfq" |

| Station on track | Unknown route-map component "exKBHFa" |

| Unknown route-map component "CONTr+g" | Unknown route-map component "exSTR" |

|  | Unknown route-map component "exWBRÜCKE1" |

|  | Unknown route-map component "exBHF" |

|  | Unknown route-map component "exHST" |

|  | Unknown route-map component "exHST" |

|  | Unknown route-map component "exHST" |

|  | Unknown route-map component "exBHF" |

|  | Unknown route-map component "exHST" |

|  | Unknown route-map component "exHST" |

|  | Unknown route-map component "exHST" |

|  | Unknown route-map component "exHST" |

|  | Unknown route-map component "exBHF" |

|  | Unknown route-map component "exTUNNEL2" |

|  | Unknown route-map component "exmBHFe" |

|  | Unknown route-map component "uexKBHFe" |

### Percorso
Il percorso iniziava dalla stazione di Castelraimondo sulla linea Civitanova Marche-Fabriano e, dopo 400 metri in sede stradale, superava con un passaggio a livello la strada provinciale (poi strada statale 256), che seguiva fino alla progressiva 10+300.
Gli ultimi 1.500 m risultavano in forte ascesa del 70 per mille, che consentiva alla linea di aggirare la basilica di San Venanzio ed immettersi nel centro storico cittadino attraverso uno stretto fornice (definito "tunnel") sotto palazzo Parisani. Il termine corsa era posto all'interno della ex chiesa di San Domenico di Camerino, che fungeva anche da deposito.
All'uscita di quest'ultima, alla progressiva chilometrica 11+113, iniziava il tratto tranviario, lungo 666 m, fino a piazza Cavour.

## Materiale rotabile
Il materiale rotabile originario era costituito da tre elettromotrici per servizio merci, di cui due chiuse, allora denominati anche "carri motori", classificati n. 10 e n. 11, e una aperta, n. 12, nonché da quattro elettromotrici (1÷4) della potenza di 88 kW. Si trattava di rotabili di tipo tranviario costruiti dalle officine Nobili di Bologna su telai della Hermann Heinrich Böker; il passo risultava di 2.200 mm.
Nel 1936, alla riapertura, il materiale venne tutto sostituito da tre nuove elettromotrici tranviarie (1÷3) di costruzione Carminati & Toselli con azionamenti elettrici CGE della potenza di 200 kW ciascuna e da tre carri merci.

### Materiale motore - prospetto di sintesi
| Unità | Servizio   | Entrata in servizio | Costruttore         | Equipaggiamento elettrico                |
| ----- | ---------- | ------------------- | ------------------- | ---------------------------------------- |
| 1÷4   | Passeggeri | 1906                | Officine Nobili     | Società Italiana Lahmeyer di Elettricità |
| 10÷12 | Merci      | 1906                | Officine Nobili     | Società Italiana Lahmeyer di Elettricità |
| 1÷3   | Passeggeri | 1923                | Carminati & Toselli | CGE                                      |